# Rivière du Portage (Beauce-Sartigan)
Pour les articles homonymes, voir Rivière du Portage.
La rivière du Portage coule dans la municipalité de Saint-Théophile, dans la municipalité régionale de comté (MRC) de Beauce-Sartigan, dans la région administrative de Chaudière-Appalaches, au Québec, au Canada.
La rivière du Portage est un affluent de la rive est de la rivière du Loup laquelle se déverse sur la rive est de la rivière Chaudière ; cette dernière coule vers le nord pour se déverser sur la rive sud du fleuve Saint-Laurent.

## Géographie
Les principaux bassins versants voisins de la rivière du Portage sont :
- côté nord : rivière du Portage Nord, rivière Wilson ;
- côté est : Lac du Portage, Lac Pénobscot (É.U.A.), Penobscot Brook (É.U.A.), Little Penobscot Brook (É.U.A.) ;
- côté sud : ruisseau Croche, ruisseau Oliva, rivière du Monument, Petite rivière du Monument ;
- côté ouest : rivière Chaudière, rivière du Loup.

La rivière du Portage prend sa source au Lac du Portage (longueur : 4,0 km ; altitude : 500 m) dans le canton de Metgermette-Sud, dans Saint-Théophile. Ce lac est situé à une centaine de mètres au nord-ouest de la frontière du Comté de Somerset au Maine (États-Unis) et de la MRC de Beauce-Sartigan au Québec (Canada). Ce lac s'approvisionne par le sud-ouest des eaux de quelques lacs dont "lac aux Castors" et lac Champagne.
À partir de sa source, le cours de la rivière du Portage" coule sur 13,7 km répartis selon les segments suivants :
- 3,5 km vers le sud-ouest, en traversant la chute du Portage puis coulant au fond d'un canyon, jusqu'à la confluence de la limite entre le canton Metgermette-Sud et le canton de Linière ;
- 3,9 km vers l'ouest, jusqu'à la confluence de la rivière du Portage Nord (Beauce-Sartigan) (venant du nord) ;
- 6,3 km vers le sud-ouest, en traversant la route 173 près de sa confluence.

La rivière du Portage" se jette sur la rive est de la rivière du Loup dans le hameau de Armstrong, à Saint-Théophile. Cette confluence est située à 1,1 km en amont de la confluence de la rivière Wilson, en aval de la confluence du ruisseau Oliva et en amont de la confluence de la rivière Metgermette.
À Saint-Théophile, la forêt ancienne de la Rivière-du-Portage se trouve sur un coteau à côté de la rivière du Portage.

## Toponymie
Le toponyme Rivière du Portage a été officialisé le 5 décembre 1968 à la Commission de toponymie du Québec.